# Суворова, Мария Евгеньевна
Мари́я Евгенье́вна Суво́рова (англ. Maria Suvorova; род. 29.06.1973, Москва, СССР) — российская художница, живописец, преподаватель, лауреат премии «Триумф» и участница Биеннале современного искусства в Москве в 2019 году. Создает преимущественно станковые картины, часто использует ржавые листы железа и офортные доски как основу работ. Интегрирует свои произведения в разрушенные усадьбы. Создает сайт-специфик проекты.
Член Московского отделения Союза художников России с 2000 года и Союза художников при ЮНЕСКО с 1998, преподавала в МГАХИ им. В. И. Сурикова с 2001 по 2008 гг и в Академической Школе Дизайна.

## Биография
Мария Суворова родилась в 1973 году в Москве. В 1980 году поступила в детскую школу искусств имени Св. Рихтера. В 1989—1995 гг училась в Московском художественном училище памяти 1905 года (отделение станковой живописи). В 1995 году продолжила художественное образование в МГАХИ им. В. И. Сурикова у мастеров Н. И. Андронова и П. Ф. Никонова. В конце 1990-х и 2000-х принимала активное участие в международных выставочных проектах в Непале, Нидерландах, Болгарии, Финляндии, Венгрии, Танзании, Испании и Бельгии. Участница 8-й московской биеннале современного искусства, обладатель премий и наград. Преимущественно работает и живёт в Москве.

## Творчество
Одной из важных тем в творчестве Марии Суворовой является изучение и раскрытие проблематики современных городов через миф о городе в истории искусств. В работе часто использует ржавый металл как символ времени и быстротечности жизни. Интегрирует в свои работы поталь, серебро и нефть. Синтез стилей и направлений характеризует как «романтический урбанизм», где город — живое тело, со своей структурой, логикой и ритмом жизни и душой, духом.
Работы Марии Суворовой находятся в различных коллекциях и собраниях, среди которых собрания государственных музеев и частных галерей «Горбачёв фонд», Музей декоративно прикладного искусства (г. Москва), Музее истории Москвы, Музей-Усадьба Гончаровых «Полотняный завод», корпорации «Северсталь», Дворец музей Богородицк, Музей истории Кронштадта, Музей Коломенский Кремль, Дом Озерова, Музей мирового океана (г. Калининград), Богородицкий дворец-музей, банк «Зенит», в собрании Государственного центрального музея современной истории России.
Также работы художницы находятся в частных коллекциях России, Канады, Франции, Нидерландов, США, Финляндии, Бельгии, Кипра, Италии, Испании, Южной Кореи, Монако.

### Философия города
Главной для Марии Суворовой является тема мегаполиса и внутри- и окологородского существования. В городах она ищет структуру и логику, здравый смысл и великие достижения человечества. Архитектура города для Марии Суворовой — вершина науки, искусства и гуманизма, поэтому городская среда и архитектура становятся объектами исследования в её работах. При этом Марию интересуют не только классическая архитектура, но и современные небоскребы, а также анализ связей старого и нового в городе. Часто города в её работах безлюдны, чтобы изображения людей не отвлекали от красоты города. Изобразительным и смысловым акцентом в работах Марии Суворовой часто становятся башни.

### Память и самоидентичность
Мария создает сайт-специфик проекты, которые связаны с историей её семьи и рода. Исторические отсылки и изучение архивов дают возможность автору говорить о поколениях вплоть до конца 18 века. Мария является наследницей семьи священников Солнцевых. Работает с архивами, продолжает связь поколений рисуя своего сына и дочь, а также работая со своей сестрой Александрой Суворовой в дуэте. Вместе они осмысляют опыт прошлого и влияние фамильной истории на современное поколение.

### Экология
Своей миссией как художницы видит поиск решения и примирения мира природы и человека. Участник экологических программ, фестивалей (Кронфест 2019). Исследует природу, её обитателей, а свои наблюдения и выводы реализует посредством картин.

## Педагогическая деятельность
Ведет преподавательскую деятельность с 2001 года. Преподавала рисунок в МГАХИ им. В. И. Сурикова и являлась преподавательницей рисунка в Академической Школе Дизайна. Популяризирует навык живого рисования, руководствуясь методикой О. А. Авсияна «Натура и рисование по представлению». Метод заключается в тренировке зрительной памяти, живого восприятия и вдохновения непосредственно от впечатлений от жизни.
- 2019 Public talk Лекция «Как быть успешной художницей в современном мире» и мастер-класс Марии Суворовой. Арт-площадка «ARTLINE PROJECT», Москва, Россия[9]

## Выставки

### Избранные коллективные выставки
- 2019 «Ориентирование на местности» совместно с музеем Альбертина, 8-я Московская международная биеннале современного искусства в Москве, Новая Третьяковка, Москва, Россия[10][11]
- 2019 «Театр», Представительство Россотрудничества в Великобритании, Лондон, Великобритания
- 2017 «Театр в главной роли», Всероссийский музей декоративно-прикладного и народного искусства и «Арт-проект ВМЕСТЕ» в Балконном зале Музея, Москва, Россия.[12][13]
- 2015 The art salon Richness, the Exhibition Hall, Монако
- 2015 «Берег. Диалог», Музей Мирового океана, экспозиционно-выставочный корпус «Морской Кёнигсберг-Калининград», Калининград, Россия[14]
- 2010/11 «Диалог. Павел Никонов и молодые художники», Выставочные залы Российской академии художеств, Москва, Россия

### Избранные персональные выставки
Принимает постоянное участие в проектах и выставках Российской Академии художеств, МОСХа, Центральный Манеж, ЦДРИ, Россотрудничества с 90-х, галереи «Вместе».
- 2022 «Нить», галерея «Измайлово», Объединения «Выставочные залы Москвы», Москва, Россия[15]
- 2019 «Вавилон», Московский Дом Художника на Кузнецком мосту 11, в рамках «Ночи музеев», Москва, Россия[16]
- 2005 «Новый Вавилон», Государственный центральный музей современной истории России, Москва, Россия[17]

### Участие в благотворительных аукционах
- 2016 «Наш друг Ларионов», Арт-проект «Вместе» и Всероссийский музей декоративно-прикладного искусства, совместно с детским благотворительным фондом «Линия жизни» представляет выставку в Москве. Москва, Россия.[18]
- 2000 аукцион Operation Smile Charity Auction of Russian Art with the support of Christie’s, Малый Манеж, Москва, Россия.

## Галерея

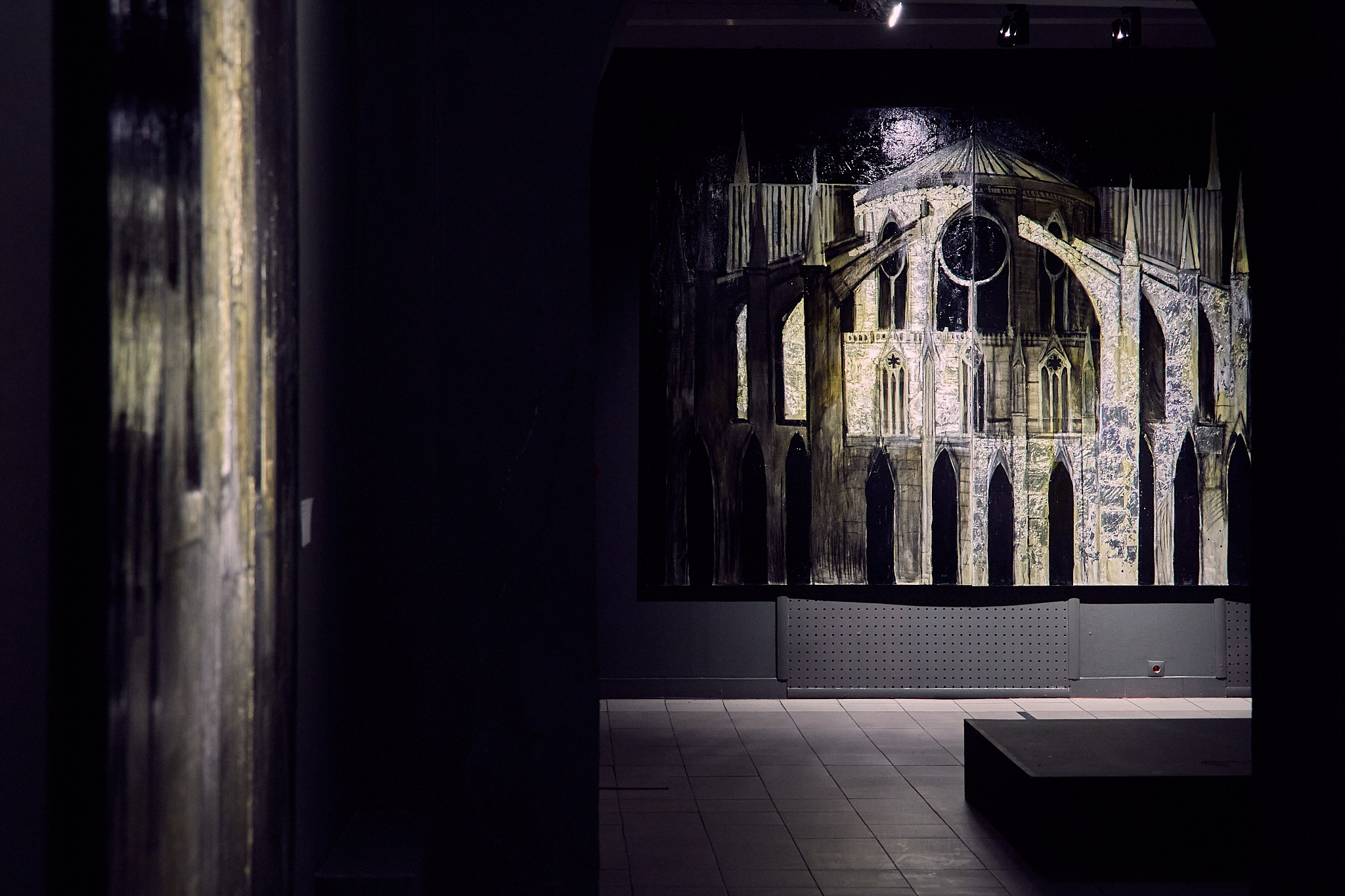
«Собор» из серии «Города мира» 2016-2022. Холст, масло, 250/340 см, Москва, Россия, 2017
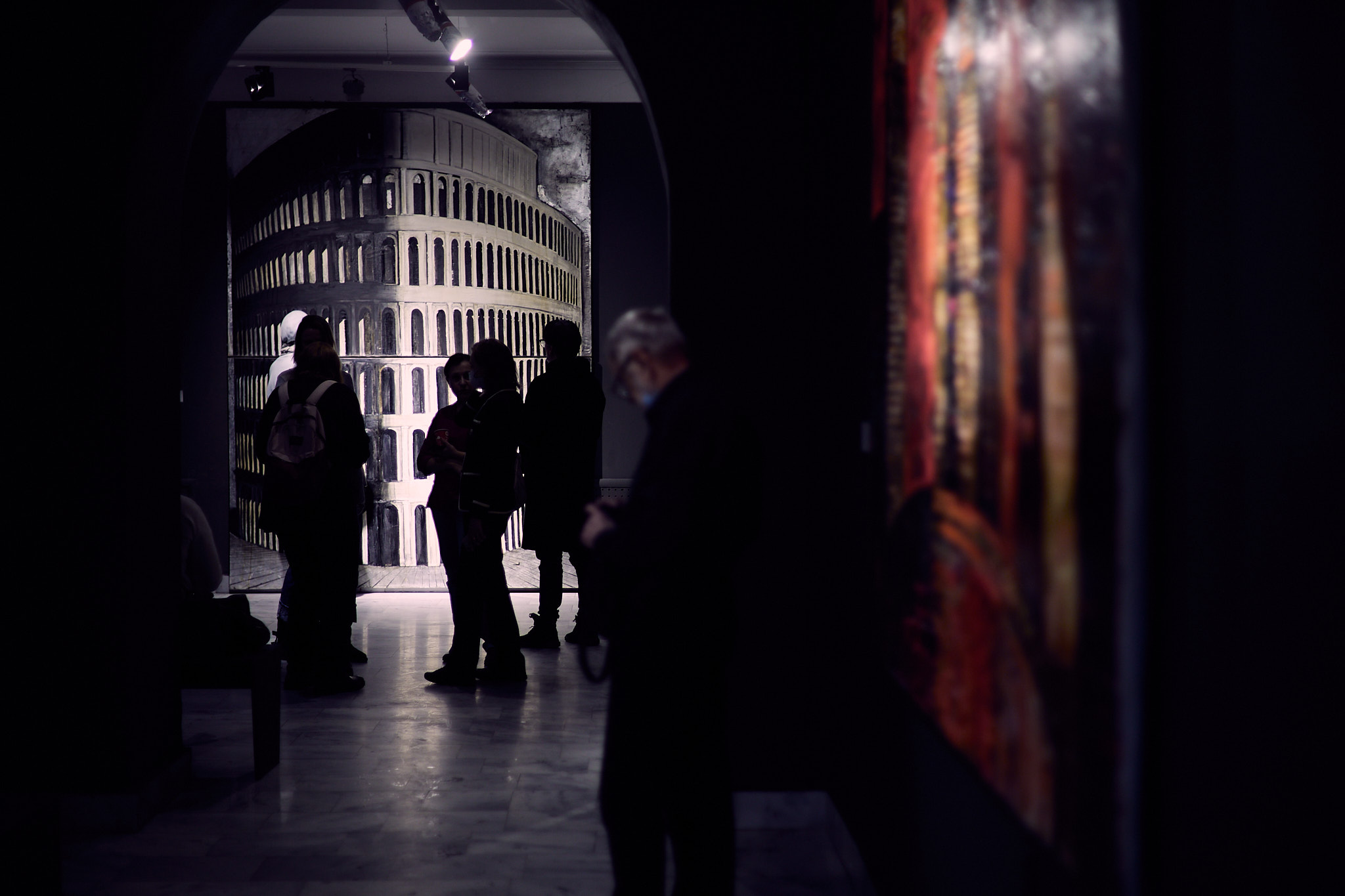
«Башня Гордыня» из серии «Города мира» 2016-2022. Холст, масло, 340/250 см, Москва, Россия, 2017
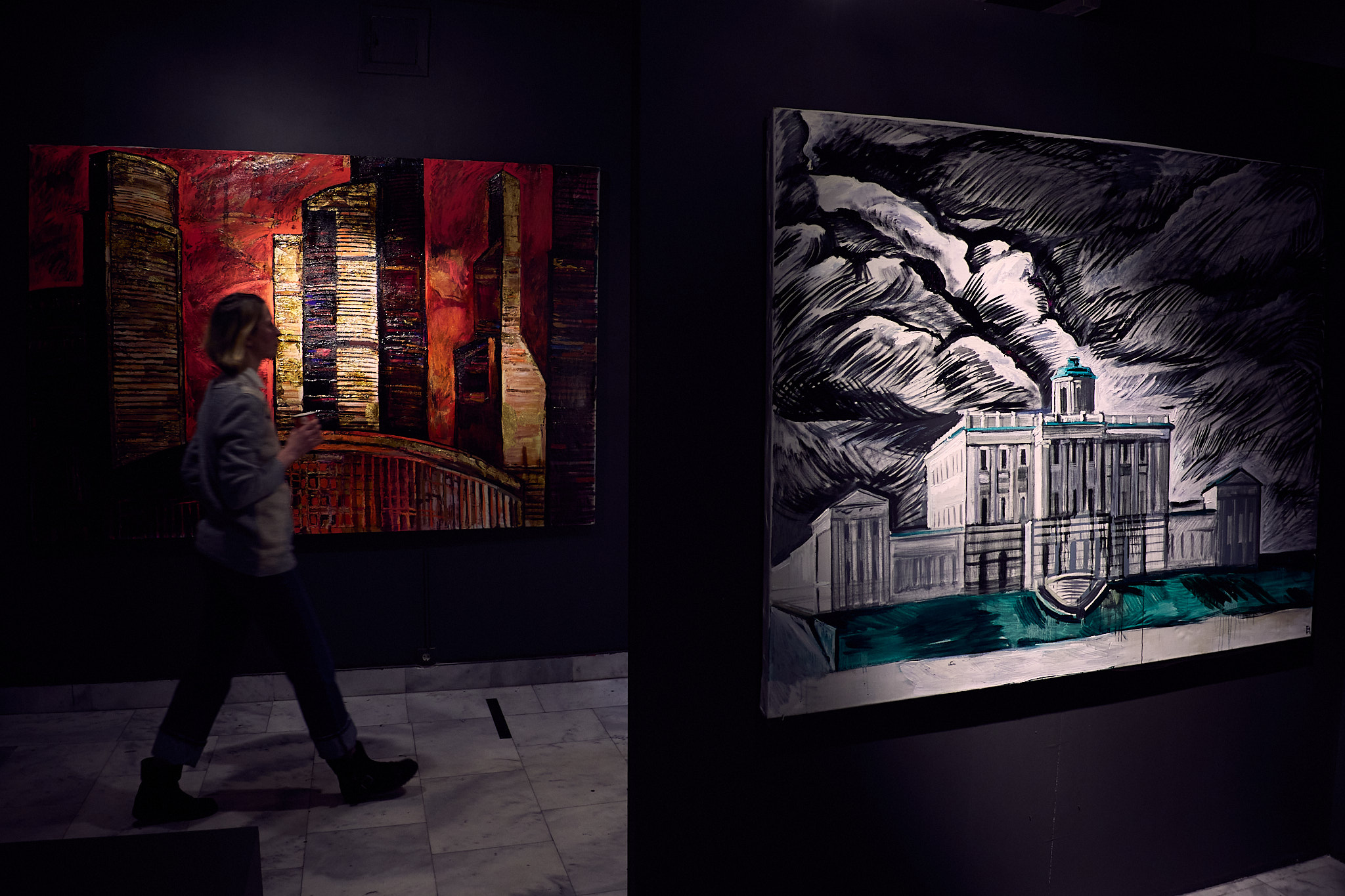
«Вавилон» из серии «Города мира» 2016-2022 (холст, масло, 250/170 см, Москва, 2022) и «Пашков дом» из серии  «Города мира» (холст, масло, 160/200 см, Москва, 2021)
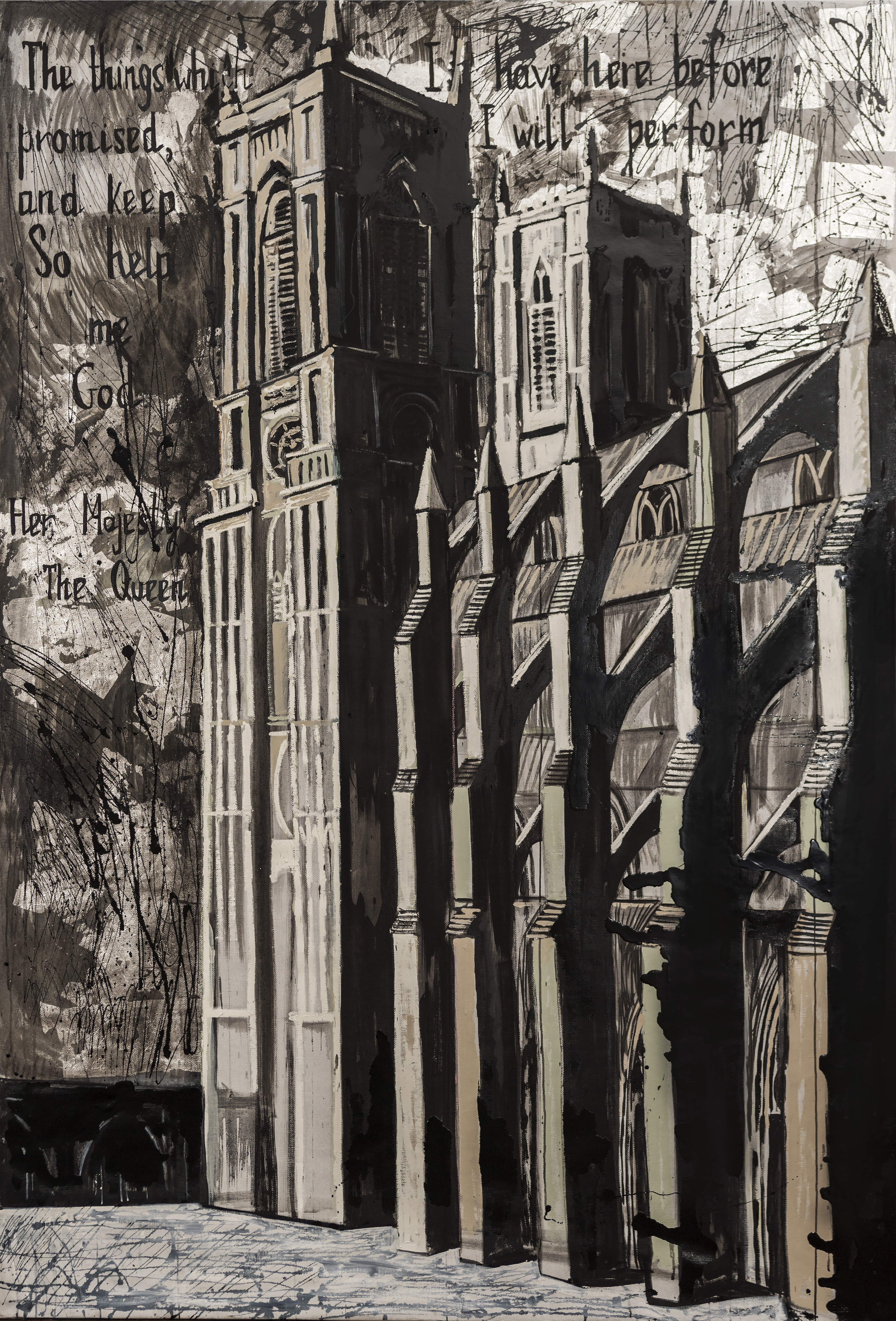
«Клятва Королевы» из серии «Города мира» 2016-2022. Холст, масло, 250/170 см, Москва, Россия, 2021
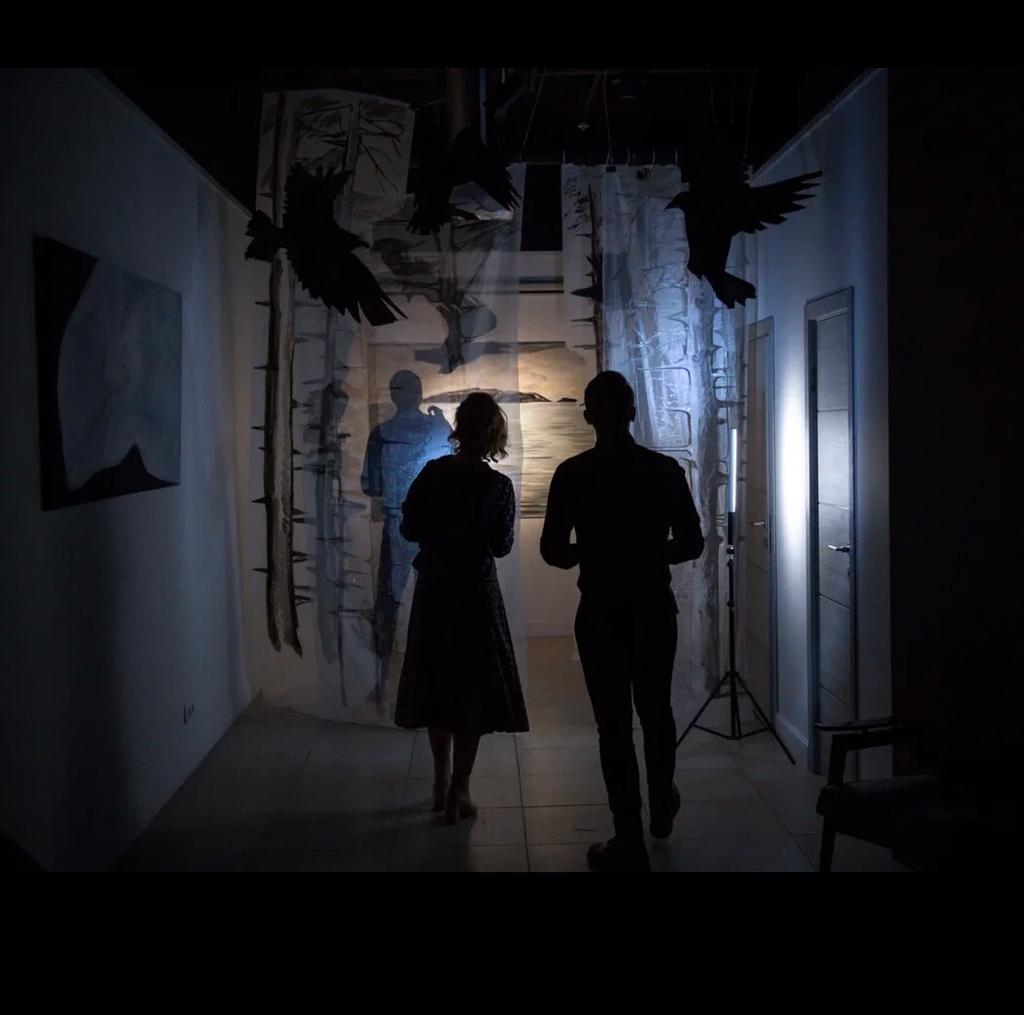
Инсталляция «Тени». Холст, масло, смешанная техника, 15 кв.м, Москва, Россия, 2021

## Признание
- 2019 — участница Биеннале современного искусства, Москва, Россия
- 2004 — лауреат молодёжной премии «Триумф», Москва, Россия

Публикации в журналах и периодических изданиях
- 2012 март, AD magazine, картины Марии Суворовой в дизайне интерьера[19]
- 2019 октябрь, AD magazine, картины Марии Суворовой в дизайне интерьера[20]